# Imke Turner
Imke Turner (* 1963 in Bremen) ist eine deutsche Musikredakteurin und Moderatorin sowie ehemalige Weltmeisterin im Taekwondo.

## Werdegang
Turner studierte Musikpädagogik und Französisch in Gießen und Osnabrück. Neben dem Studium war sie journalistisch für Radio Bremen, den Norddeutschen Rundfunk (NDR) und diverse Tageszeitungen tätig. 1992 wurde sie Musikredakteurin bei Radio Bremen. Seit 2001 ist sie Musikredakteurin und Moderatorin beim Hessischen Rundfunk. Sie arbeitet als Hörfunkmoderatorin beim Hessischen Rundfunk und moderiert u. a. eine Frühstückssendung.

## Sportliche Laufbahn
Turner begann 1994 mit dem Training der koreanischen Kampfkunst Taekwondo bei dem Verein Bremen 1860. Heute trainiert sie in der Taekwondo-Sparte des Vereins TURA Bremen.
2005 wurde sie in Turku Europameisterin im Pumsae-Einzelwettbewerb der Frauen bis 50 Jahre. 2006 nahm sie an den ersten von der World Taekwondo (damals: World Taekwondo Federation) veranstalteten Pumsae-Weltmeisterschaften in Seoul teil. Dort erreichte sie den fünften Platz im Einzelwettbewerb und gewann im Team-Wettkampf der Frauen den zweiten Platz. Es folgten weitere Teilnahmen auf internationaler Ebene. 2016 und 2018 wurde Turner Weltmeisterin, jeweils in der Altersklasse bis 60 Jahre.
Nach der Beendigung ihrer aktiven Karriere ist sie als Bundestrainerin für den Bereich Technik bei der Deutschen Taekwondo Union tätig.

## Ehrungen
- 1995 Kurt-Magnus-Preis für junge Hörfunkjournalisten
- 2013 Landessportlerin des Jahres in Bremen
- 2018 Ehrung durch den Bundesverband der Taekwondo-Sportler im DOSB